# Carl Julius Schulz

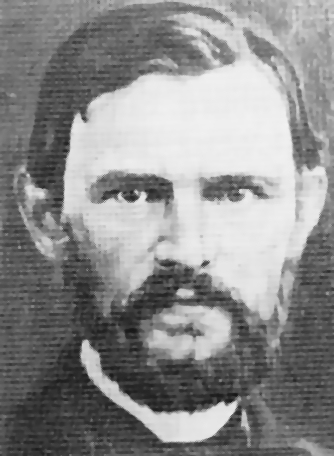
Carl Julius Schulz

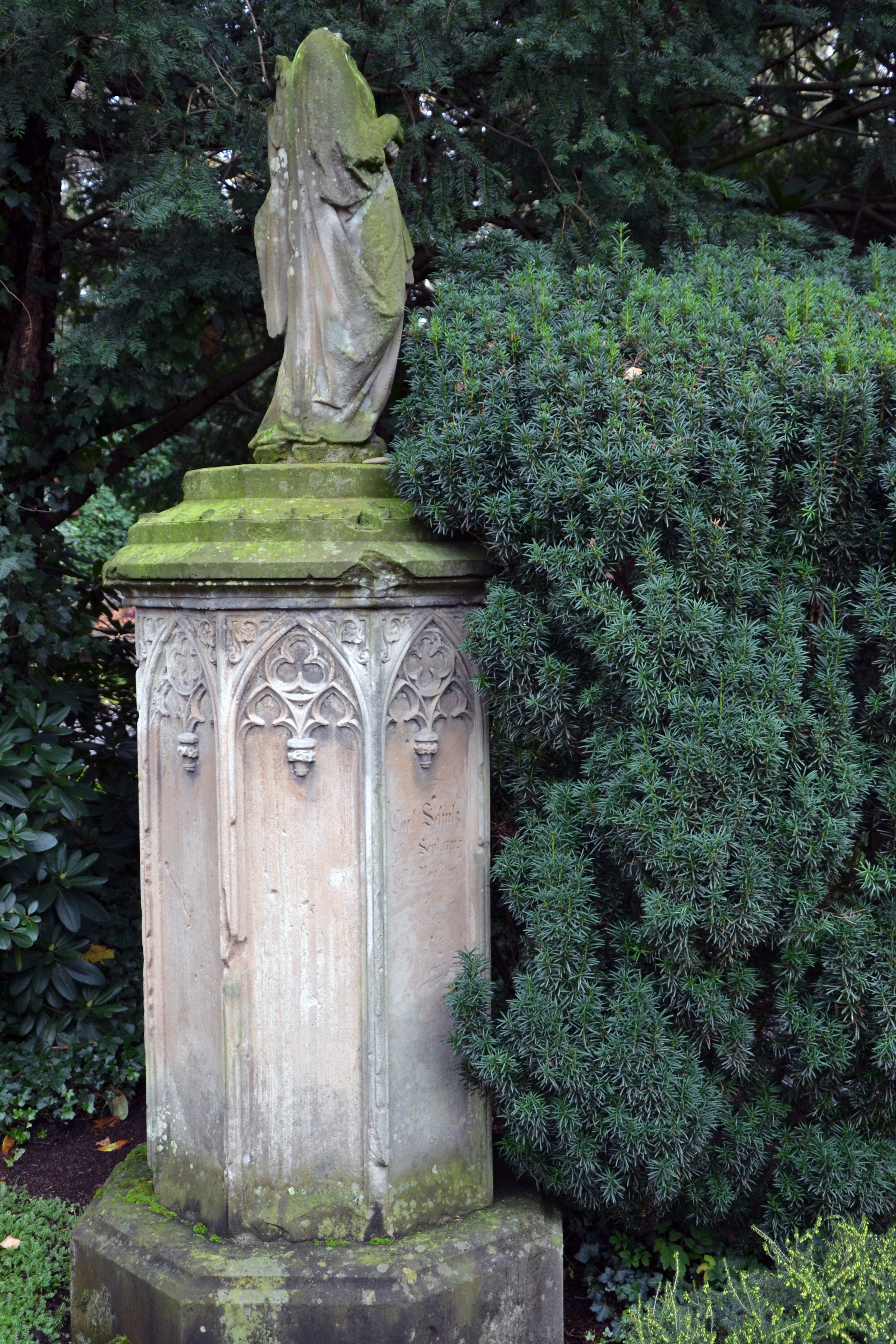
Grabmal auf dem Essener Ostfriedhof, rechts ist noch die Gravur des Vaters erkennbar

Carl Julius Schulz (* 7. Februar 1828 in Essen; † 17. Juli 1886 ebenda) war ein deutscher Kaufmann, Unternehmer und Industrieller. Er war Mitbegründer des Puddlings- und Blechwalzwerks Schulz, Knaudt & Cie. in Essen, das 1907 nach Duisburg verlegt, von der Mannesmannröhren-Werke AG übernommen wurde und nach weiteren Umstrukturierungen zum Unternehmen Hüttenwerke Krupp Mannesmann gehörte. Schulz wirkte über sein eigenes Unternehmen hinaus auch als Präsident der Handelskammer Essen.

## Leben und Wirken
Carl Julius Schulz wurde als viertes Kind des Kaufmanns Carl Schulz (1791–1861) und seiner Ehefrau Louise geborene Wilhelmi in Essen geboren. Seine Eltern stammten aus dem Bergischen. Sein Vater kam 1813 nach Essen in die Viehofer Straße, wo er beim Besuch seiner Schwester seine spätere Ehefrau Louise kennen lernte. Sie war die Schwester von Therese Wilhelmi, die 1808 Friedrich Krupp geheiratet hatte. In der Viehofer Straße machte sich Vater Carl Schulz selbständig und betrieb ein Kurzwarengeschäft. 1840 wurde er bei der Gründung der Essener Handelskammer zum stellvertretenden Präsidenten gewählt.
Carl Julius Schulz besuchte das Essener Burggymnasium bis zur Untersekunda, anschließend ein Internat in Keilhau in Thüringen. Danach absolvierte Schulz vom 1. August 1844 bis 1846 eine kaufmännische Lehre in Velbert, auf die 1847 eine Bankausbildung im Bankhaus Gebrüder Molenaar in Krefeld folgte. Im Anschluss war Schulz im väterlichen Geschäft angestellt, das 1850 vom Vater auf die drei Söhne übertragen wurde. Sie führten es zunächst gemeinsam weiter. Wenig später heiratete Carl Julius Schulz Maria geborene Mohn aus Velbert und zog mit ihr in die Essener Lindenallee. Deren Sohn Otto Schulz (* 1857 in Essen,† 31. Januar 1935 in Steinkjer) wanderte als Naturliebhaber und Jäger nach Norwegen aus. Er schrieb 1931 das Buch Im Banne des Nordlichts. Mit dem Leithund auf Elch und Bär.
Im Jahr 1855 schied Carl Julius Schulz aus dem gemeinsamen Geschäft aus und gründete zusammen mit dem Ingenieur Adolf Knaudt das Puddlings- und Blechwalzwerk Schulz, Knaudt & Cie. in Essen. Schulz übernahm die kaufmännische Leitung, Knaudt die technische. Außerdem war Schulz an einigen Bergbau-Unternehmen beteiligt. Er hatte zeitweise den Vorsitz in der städtischen Schuldenkommission und war Mitglied im Kuratorium des Realgymnasiums und der städtischen Töchterschulen.
Schulz war zwischen 1859 und 1884 Mitglied der Handelskammer Essen und dabei in den Jahren 1881 und 1882 deren Vizepräsident. In der Sitzung der Handelskammer vom 14. März 1883 wurde er zu deren Präsident gewählt, was er bis 1884 blieb.
Schulz galt als feinsinnig und wenig robuster Mensch, er hatte Zeit seines Lebens vielfache Leiden. Die Grabstätten der Familien Schulz und Knaudt lagen auf dem Friedhof am Kettwiger Tor. Am Grab von Carl Julius Schulz, einer Familiengruft, fand am 7. Februar 1928 anlässlich seines 100. Geburtstags eine Kranzniederlegung durch Oberbürgermeister Franz Bracht in Begleitung des Gartendirektors Rudolf Korte im Namen der Stadt Essen statt. Mitte der 1950er Jahre wurden Schulz und Knaudt auf den Essener Ostfriedhof umgebettet, da der Friedhof am Kettwiger Tor aus städtebaulichen Gründen aufgegeben wurde.
In Essen erinnert seit 1897 die Schulzstraße in Huttrop an ihn.